# Golfclub Brunssummerheide
Golfclub Brunssummerheide is een Nederlandse golfclub in Brunssum in de provincie Limburg.
De thuisbaan van Golfclub Brunssummerheide ligt tussen de Brunssummerheide, Brandenberg, Teverener Heide, Steenberg Emma-Hendrik en de Schinveldse bossen, in de Limburgse heuvels, dicht bij de Duitse grens. Dit is een openbare golfbaan met 27 holes, drie lussen van 9 holes (Blauw, Geel en Rood), ieder met een par van 36. Daarbij hoort ook nog een 9-holes par-3 baan en een par-3/par-4 baan (Groen)
Het landschap is zeer gevarieerd, delen hebben oude en jonge dennen, andere delen hebben gemengde loofbossen en verborgen vennetjes. Er zijn ook een paar aangelegde waterpartijen.

## Geschiedenis golfbaan
Voor het oprichten van een golfclub moet er uiteraard eerst een golfbaan zijn. Het idee voor het aanleggen van een golfbaan kwam van het Streekgewest Oostelijk Zuid-Limburg. Met name van de heer Hoogland die in die tijd burgemeester van Brunssum was.
In 1979 gaf het Streekgewest Oostelijk Zuid-Limburg aan de golfarchitect Dudok van Heel de opdracht om een ontwerp te maken voor een 9-holes baan op een stuk grond met een oppervlakte van ca 40 ha. Na een langdurig onderhandelingsproces – golf was in die tijd nog niet zo populair – bleek uiteindelijk dat een 9-holes baan qua exploitatie, financieel niet haalbaar was. Enige tijd later kwam echter meer grond beschikbaar (totaal 75 ha) zodat er toen een ontwerp kon worden gemaakt voor een 18-holes baan.
Echter, er moest financieel toch nog wel het een en ander worden geregeld.
In 1983 kwam de toenmalige Gouverneur van Limburg op werkbezoek om het terrein waar de golfbaan was geprojecteerd nader te bekijken. Dit bezoek verliep niet ongunstig voor het project. Sinds die tijd heette het project ‘landschap herstellingsplan’. Deze benaming was niet helemaal onterecht als men het ‘maanlandschap’ zag waarop de golfbaan moest komen. De benodigde subsidies werden vervolgens aan het project toegewezen.
In de drie daarop volgende jaren werden na elkaar vier deelprojecten gerealiseerd: de driving range in 1984, de 9-holes par-3 baan in 1985, het Trefpunt (het huidige gebouw Golf-residentie) en de 18-holes baan in 1986. Een zestal jaren later (1992) werd na een moeizaam verlopen beslissingsproces ten slotte de goedkeuring verkregen voor de uitbreiding van de reeds bestaande 18-holes baan met een volwaardige 9-holes baan. In 1994 kom op deze nieuwe 9-holes baan voor het eerst worden gespeeld. Vanaf dat moment beschikte de Golfclub Brunssummerheide over een golfcomplex van in totaal 27 holes, de zogenaamde “grote” baan, verdeeld over drie volwaardige courses van 9 holes. De 9-holes Par-3 baan werd daarna alleen maar gebruikt als oefenbaan.
Ten slotte zijn er in 2005 nog 9 nieuwe holes aangelegd (“groen”), waarop sindsdien het praktijkexamen voor clubhandicap 54 wordt afgenomen.

## Oprichting golfclub
Toen het eenmaal zeker was dat er een 18-holes golfbaan zou komen, ontstond er bij een aantal personen, die regelmatig op de drivingrange speelden, het idee om een club op te richten. Op 31 januari 1985 vond een bijeenkomst plaats voor geïnteresseerden. Op deze bijeenkomst bleek dat ca. 350 personen lid wilden worden van de nog op te richten golfclub. Daarna was, na het passeren van de stichtingsacte bij de notaris op 1 februari 1985, de oprichting van de Golfclub Brunssummerheide een feit.
Bij de Nederlandse Golf Federatie (NGF) werd vervolgens een verzoek ingediend om lid te mogen worden van de Federatie. De NGF reageerde hierop met onder voorwaarden aanvaarden van de Golfclub als voorlopig lid. De structuur en organisatie van de club moesten namelijk eers nog nader worden gedefinieerd voordat de club als volwaardig lid door de NGF kon worden geaccepteerd. Een volwaardig lid is ook bevoegd om officiële wedstrijden te organiseren, handicaps vast te stellen en examens af te nemen voor het door de NGF uit te reiken clubhandicap 54 en EGA Handicapbewijs.
Op 11 september 1986, tijdens de officiële opening van de 18-holes golfbaan door Prins Bernhard, maakte de President van de NGF bekend dat aan Golfclub Brunssummerheide het B-lidmaatschap was verleend. De club kreeg als NGF-lid het nummer 33 toegekend.
Het A-lidmaatschap kreeg de club op 20 augustus 1996. Dit lidmaatschap houdt o.a. in dat de Golfclub Brunssummerheide voldoet aan de door de NGF gestelde extra eisen.
Golfleraar is sinds 2018 Vhari Carruthers.